# Perdita beatula
Perdita beatula är en biart som beskrevs av Timberlake 1960. Perdita beatula ingår i släktet Perdita och familjen grävbin. Inga underarter finns listade i Catalogue of Life.